# پریشان (کازرون)
پریشان (کازرون)، روستایی از توابع بخش جره و بالاده شهرستان کازرون در استان فارس ایران است.در نزدیکی دریاچه پریشان قرار دارد زبان مردم لری میباشد.

## جمعیت
این روستا در دهستان فامور قرار دارد و بر اساس سرشماری مرکز آمار ایران در سال ۱۳۸۵، جمعیت آن ۸۹ نفر (۲۱خانوار) بوده‌است.